# Bobby McKean
Bobby McKean (East Kilbride, 8 dicembre 1952 – Barrhead, 15 marzo 1978) è stato un calciatore scozzese, di ruolo centrocampista.

## Palmarès

### Club

#### Competizioni nazionali
- Campionato scozzese: 3

Rangers: 1974-1975, 1975-1976, 1977-1978
- Coppa di Scozia: 2

Rangers: 1975-1976, 1977-1978
- Coppa di Lega scozzese: 2

Rangers: 1975-1976, 1977-1978